# Андроник Ангел Палеолог
Андроник Ангел Комнин Дука Палеолог (греч. Ἀνδρόνικος Ἄγγελος Κομνηνός Δούκας Παλαιολόγος, ca. 1282—1328), — византийский аристократ и полководец.

## Биография
Родился около 1282 года. Родителями были сын правителя Эпира Михаила II Комнина Дуки Дмитрий Дука Комнин Кутрулис и дочь византийского императора Михаила VIII Палеолога Анна Комнина Палеолог. К 1326 году он занимал пост протовестиария и сан протосеваста. В 1327—1328 годах был военным губернатором Белиграда. Во время гражданской войны 1321—1328 годов он сначала встал на сторону Андроника III Палеолога против его деда Андроника II, но затем перешел на другую сторону. В результате, когда Андроник III Палеолог изгнал своего деда в 1328 г., он арестовал его семью и конфисковал имущество и обширные поместья в Македонии. Таким образом, Андроник был вынужден бежать в Сербию и умер в изгнании в Прилепе в 1328 году.
Он был женат на неназванной дочери некоего Кокаласа. У пары было по крайней мере две дочери, будущая царица Эпира Анна Палеолог и ещё одна неназванная дочь, вышедшая замуж за Иоанна Ангела.